# Wielkie opady śniegu w Ameryce w 1717 roku

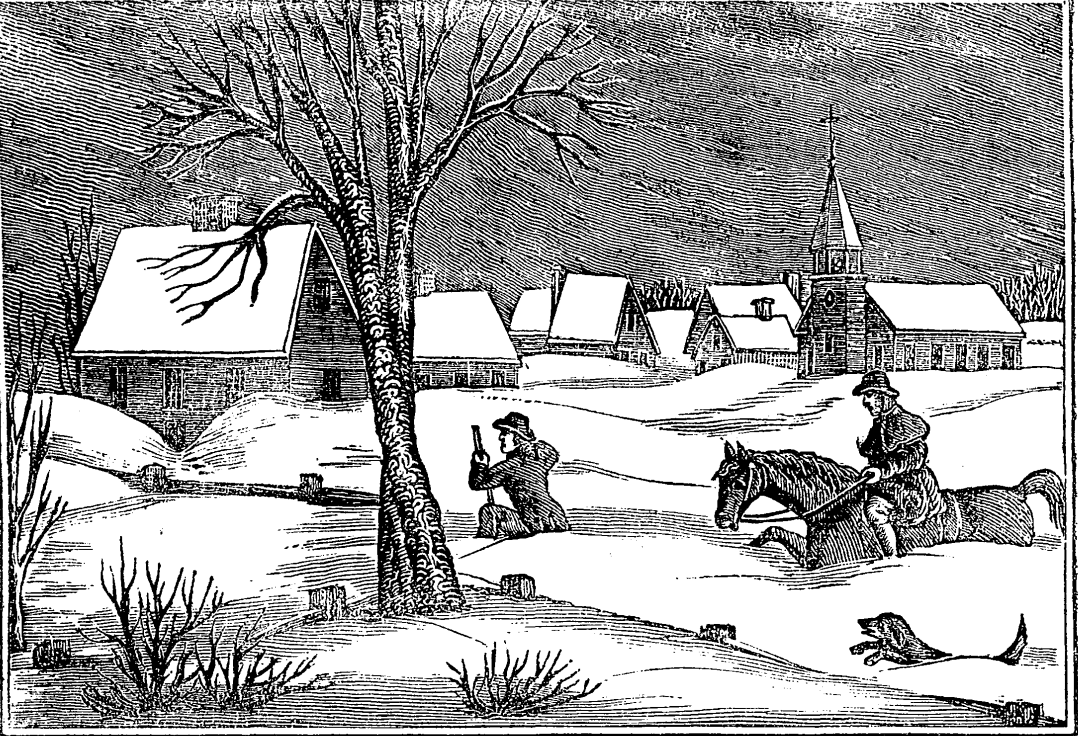
Wielkie opady śniegu w Ameryce w 1717 roku na grafice z 1844 roku autorstwa Johna Warnera Barbera

Wielkie opady śniegu w Ameryce w 1717 roku – seria czterech burz śnieżnych trwających od 27 lutego do 7 marca 1717, które pokryły kolonię Wirginię i kolonie Nowej Anglii warstwą śniegu wynoszącą co najmniej 1,5 metrów, a w wielu miejscach znacznie wyższą. Opady śniegu mogły wystąpić w innych koloniach, ale w tamtym czasie ich populacja była niewielka, że nie zachowały się z nich dane o tym zdarzeniu. Zdarzenie to bywa porównywane pod względem natężenia opadów do Wielkiej Zamieci z 1888 roku.
Opad śniegu zaczął się 27 lutego, kiedy to przeszedł przez Nową Anglię cyklon ekstratropikalny i śnieg spadał w niektórych miejscach, a w innych śnieg, grad i deszcz. Duża burza śnieżna wystąpiła 1 marca, kolejna wystąpiła 4 marca, a trzecia, najintensywniejsza z nich, 7 marca. Pomiędzy opadami niebo pozostawało pochmurne bez przejaśnień.
Najstarsi rodowici Amerykanie twierdzili, że nawet ich przodkowie nigdy nie wspominali o burzy takiej siły. Na Boston spadło około 40 cali (100 cm) śniegu, a w niektórych miejscach na północ od miasta grubość śniegu wynosiła nawet 60 cali (150 cm). W Hampton w stanie New Hampshire śnieg był tak głęboki, że ludzie mogli wychodzić ze swoich domów jedynie od drugiego piętra z zawietrznej stronie domu, to oznacza, że głębokość śniegu sięgała 8 stóp (250 cm) lub więcej. Wiele jednopiętrowych domów zostało całkowicie zasypanych, włącznie z kominem. W większych domach śnieg sięgał okna trzeciego piętra od strony wiatru. Duże stosy śniegu sięgały 10-15 stóp (300-450 cm) głębokości, niektóre zaspy sięgały 20 stóp (600 cm) głębokości.
Drogi pocztowe były nieprzejezdne co najmniej do 15 marca i listonosze pisali, że zaspy są wysokości 6-14 stóp (180-430 cm) od Bostonu do Portsmouth jeszcze ponad tydzień po burzy. Przez pewien czas podróż z Nowego Jorku do Bostonu była niemożliwa.
Zasięg geograficzny burzy jest nieznany ze względu na niską populację w koloniach i słabe prowadzenie rejestrów. Większość informacji znana jest z prywatnych pamiętników. Wiadomo, że śnieg sięgał kilku stóp w okolicach Filadelfii, Nowego Jorku, Nowego Londynu, Connecticut, Bostonu i Portsmouth w stanie New Hampshire.

## Uszkodzenia i straty
Wiele zwierząt gospodarskich straciło życie, umierając z głodu lub zamarzło pod śniegiem. Także 90–95% jeleni na tym obszarze zginęło z głodu lub ze strony drapieżników, co doprowadziło do tego, że wiele miast zatrudniało strażników do ochrony resztek ich populacji. Wiele sadów było uszkodzonych, bo śnieg pokrył nawet górne gałęzie wielu drzew.